# سرجیو پتیس
سرجیو پتیس (انگلیسی: Sergio Pettis؛ زادهٔ ۱۸ اوت ۱۹۹۳) ورزشکار هنرهای رزمی ترکیبی و تکواندوکار اهل ایالات متحده آمریکا است. وی از سال ۲۰۱۱ میلادی تاکنون مشغول فعالیت بوده‌است.